# Ian Tarrafeta
Ian Tarrafeta Serrano (Sabadell, 4 de enero de 1999) es un jugador de balonmano español que juega de central en el Pays d'Aix UCHB de la LNH. Fue internacional con la selección de balonmano juvenil de España y con la selección de balonmano júnior de España, siendo uno de los jugadores con más futuro del país, y en 2022 debutó en un gran campeonato con la absoluta, en el Campeonato Europeo de Balonmano Masculino de 2022.

## Clubes
| Club            | País    | Año         |
| --------------- | ------- | ----------- |
| BM Granollers   | España  | 2017 - 2020 |
| Pays d'Aix UCHB | Francia | 2020 - Act. |

## Palmarés

### Selección nacional
| Juegos Olímpicos     | Juegos Olímpicos     | Juegos Olímpicos  | Juegos Olímpicos |
| Año                  | Lugar                | Medalla           |                  |
| -------------------- | -------------------- | ----------------- | ---------------- |
| 2024                 | París                | Medalla de bronce |                  |
| Campeonato Mundial   |                      |                   |                  |
| Año                  | Lugar                | Medalla           |                  |
| 2023                 | Polonia y Suecia     | Medalla de bronce |                  |
| Campeonato Europeo   |                      |                   |                  |
| Año                  | Lugar                | Medalla           |                  |
| 2022                 | Hungría y Eslovaquia | Medalla de plata  |                  |
| Juegos Mediterráneos |                      |                   |                  |
| Año                  | Lugar                | Medalla           |                  |
| 2022                 | Orán                 | Medalla de oro    |                  |

## Estadísticas

### Selección nacional
|  | Líder del Torneo            |
|  | Incluido en el Equipo Ideal |

| Torneo                | Partidos | Ataque | Ataque | Ataque      | Ataque | Posición          |
| Torneo                | Partidos | Goles  | Tiros  | Efectividad | Media  | Posición          |
| --------------------- | -------- | ------ | ------ | ----------- | ------ | ----------------- |
| Europeo 2022          | 7        | 12     | 22     | 54.55%      | 1.71   | Medalla de plata  |
| Mundial 2023          | 1        | 3      | 5      | 60%         | 3      | Medalla de bronce |
| Europeo 2024          | 3        | 12     | 17     | 70.59%      | 4      | 13º               |
| Juegos Olímpicos 2024 | 8        | 23     | 44     | 52.27%      | 2.87   | Medalla de bronce |
| Mundial 2025          | 6        | 16     | 26     | 61.54%      | 2.67   | 18º               |
| Total en su carrera   | 25       | 66     | 114    | 57.89%      | 2.64   | -                 |

Actualizado a 31 de enero de 2025.